# Pachamama Corona
La Pachamama Corona è una struttura geologica della superficie di Venere.